# Eduard von Lütcken
Eduard von Lütcken (né le 26 octobre 1882 à Syke, mort le 15 septembre 1914 près de Choumsk) est un cavalier allemand de concours complet.

## Carrière
Lütken est le fils du juriste Eduard Hermann von Lütcken (de). Il est étudiant à l'université de Heidelberg et devient en 1903 membre du Corps Vandalia Heidelberg (de).
Le sous-lieutenant participe aux Jeux olympiques d'été de 1912. Il termine huitième de l'épreuve individuelle. L'équipe d'Allemagne avec aussi Carl von Moers (de), Richard von Schaesberg-Tannheim (de) et Friedrich Leopold Harry von Rochow remporte la médaille d'argent.
Eduard von Lütcken meurt au début de la Première Guerre mondiale sur le front oriental.